# Astroloba spirella
Astroloba spirella (="Astroloba smutsiana" nom. nud.) és una petita planta suculenta del gènere Astroloba, que pertany a la subfamília de les asfodelòidies (Asphodeloideae), dins la família de les asfodelàcies (Asphodelaceae).

## Descripció

### Característiques vegetatives
Astroloba spirella és una petita planta suculenta que en aparença és superficialment molt semblant a Astroloba spiralis, amb les seves fulles afilades i disposades en espiral. Tanmateix, el periant de spiralis està inflat i fortament rugós transversalment. A. Spirella també és una planta més petita i té fulles que de vegades estan ratllades amb ratlles longitudinals prop de les puntes. Es pot distingir del seu parent septentrional, Astroloba pentagona, per les seves fulles punxegudes, amb els àpexs degudament marginats i l'absència de tubercles o estriacions. Les fulles prenen un color marró vermellós al sol.

### Inflorescències i flors
La seva inflorescència sol ser no ramificada i té petites flors color crema i n'apareixen en el seu hàbitat aproximadament, de gener a març, al final de l'estiu sec.

## Distribució i hàbitat
Astroloba spirella creix a la província sud-africana del Cap Occidental i 
està restringida a una àrea de la secció occidental del Petit Karoo, Sud-àfrica.

En el seu hàbitat es troba a les crestes rocoses d'esquist al Petit Karoo, entre Montagu a l'oest, Barrydale i Ladismith a l'est (on es converteix gradualment en Astroloba spiralis), i just al sud de Laingsburg al nord (on es converteix en Astroloba pentagona).

## Taxonomia
Astroloba spirella va ser descrita per (Haw.) Molteno & Gideon F.Sm. i va ser publicat a Haseltonia 25: 76, a l'any 2018.
Etimologia
Astroloba: nom genèric que deriva de les paraules gregues astros, "estrella" i lobos, "lòbul".
spirella: epítet llatí que significa "petita espiral" (diminutiu).
Sinonímia
- Haworthia spirella Haw., Syn. Pl. Succ.: 97 (1812). (Basiònim/Sinònim substituït)
- Aloe spirella (Haw.) Salm-Dyck, Cat. Rais.: 10 (1817).
- Apicra spirella (Haw.) Willd. ex Haw., Suppl. Pl. Succ.: 64 (1819).
- Apicra pentagona var. spirella (Haw.) Baker, J. Linn. Soc., Bot. 18: 217 (1880).
- Astroloba pentagona var. spirella (Haw.) Uitewaal, Succulenta (Netherlands) 28: 54 (1947).
- Haworthia pentagona var. spirella (Haw.) Parr, Bull. African Succ. Pl. Soc. 6: 196 (1971).[8]